# Тулинов, Сергей Евгеньевич
Сергей Евгеньевич Тулино́в (род. 20 сентября 1967 года, село Кулешовка, Белоглинский район Краснодарского края) — Глава Ейского района Краснодарского края с 3 августа 2007 года по июнь 2009 года. Избран 2 декабря 2007..

## Биография
Родился 20 сентября 1967 года в селе Кулешовка Белоглинского района Краснодарского края. В 1984 году, окончив среднюю школу, он поступил в Кубанский сельскохозяйственный институт. После учебы, получив диплом с отличием, возвратился в родное село.
В 1991 году в возрасте 24 лет Сергей Евгеньевич был избран председателем ЗАО «Кулешовское» хозяйства, которое возглавлял в течение 10 лет. Под его руководством хозяйство добилось высоких производственных показателей и вышло в число 300 сельхозпроизводителей России. В 2001 году Сергей Тулинов по инициативе и при поддержке руководителей крупнейших хозяйств и предприятий, авторитетных и уважаемых жителей района был выдвинут на должность главы Белоглинского района. В 2005 году на очередных выборах главы муниципального образования Белоглинский район он также одержал убедительную победу, набрав 82 % голосов.
В 2006 году С. Тулинов защитил кандидатскую диссертацию. Награждён медалью «За выдающийся вклад в развитие Кубани».
С 10 июля 2006 года Сергей Тулинов исполнял обязанности главы муниципального образования город Ейск. 12 ноября 2006 года на досрочных выборах избран главой муниципального образования город Ейск, получив поддержку 92,88 % избирателей, при явке — 43,22 %. 2 августа 2007 года принял предложение губернатора и был назначен исполняющим обязанности главы Ейского района. Летом 2009 года был задержан за получение взятки в 3.000.000 рублей.

## Руководящая деятельность

### Белоглинский район
За время руководства Белоглинским районом проявил себя как способный и весьма перспективный управленец. Всего за 4 года его правления бюджет района вырос с 60 до 220 миллионов рублей, что позволило решить многие социально-бытовые вопросы, проблемы здравоохранения, культуры и спорта. Жители района в то время не сомневались, что «будущее у Белой Глины самое радужное». В 2004 году Сергей Тулинов становится победителем акции газеты «Кубанские новости» в номинации «Экономическое развитие района».

### Город Ейск

#### Начало работы в Ейске
6 июля 2006 года становится известно о неожиданной отставке прежнего Главы города Ейска Ивана Костанова «по собственному желанию». Уже на следующий день Администрации города был представлен новый руководитель, приехавший из Белоглинского района.
Свою деятельность в качестве исполняющего обязанности Главы города Ейска С. Тулинов начал с заявления о том, что не собирается приводить за собой новых людей и «будет опираться на тот актив, который есть в городе», естественно он соврал, ведь сейчас первые лица города все из Белоглинского района!. Однако, спустя всего месяц Глава города объявил о массовых увольнениях в Администрации Ейска и назначении новых заместителей, приехавших из Белоглинского района: Александра Лащенкова — первым заместителем главы города по строительству, архитектуре и ЖКХ (впоследствии ставшего и. о. Главы города Ейска), Олега Процевитого — заместителем главы города по экономике и финансам, а также Горбань Дианы Александровны — руководителем пресс-службы Администрации города. Тогда же Сергей Тулинов делает первое громкое обещание: по его словам, уже в ближайшее время «бюджет города должен быть не менее миллиарда рублей».
Всего через неделю после назначения С.Тулинова и. о. Главы города становится известно о приезде в Ейск краевой комиссии с целью проверки местной налоговой инспекции. В результате в течение следующего года руководитель Ейской МНС менялся несколько раз, также как и Ейский межрайонный прокурор.
Отдельно стоит отметить инициативу С. Тулинова о возвращении городу территории Ейского морского порта, которая была выведена из границ Ейска при предыдущем мэре: уже в сентябре 2006 года данный вопрос был рассмотрен на уровне Законодательногоо собрания Краснодарского края и решён в пользу города.
В августе того же года Ейску (при личном участии губернатора Краснодарского края А. Ткачева) выделяются дополнительные 15 млн рублей, которые С. Тулинов решает направить на обеспечение бесперебойной подачи горячей воды, разработку нового генерального плана развития города, а также благоустройство главной городской аллеи, носящей имя К. Маркса (Воронцовский проспект). Завершение реконструкции аллеи, налаживание бесперебойной подачи горячей воды, а также окончание работ по организации вечернего уличного освещения в Военном городке совпадают с проведением досрочных выборов Главы города Ейска, на которые С.Тулинов идет с лозунгом «С Ейска начинается Кубань» и побеждает с рекордным для Ейска результатом в 92,88 %.

##### Городские электростанции
В конце 2006 года в Ейске стартуют сразу два проекта в области электроэнергетики. Первый из них, Ейская ТЭС мощностью 17 МВт и стоимостью 18 миллионов евро, должна была начать работу к концу 2007 года. Уже позже, в начале 2008 года, стало известно, что построенная Ейская ТЭС не может быть введена в эксплуатацию по причине дефицита природного газа в Ейске, а также из-за отсутствия возможности подключить электростанцию к краевой энергосистеме. Второй проект, Ейская ВЭС (Ейская ветроэлектростанция), согласно сообщениям пресс-службы города получил старт благодаря давним деловым контактам С.Тулинова с руководством краевых и федеральных структур ОАО РАО «ЕЭС России».

##### Дорога к порту
15 января 2007 года опубликовывается Постановление Главы муниципального образования город Ейск, согласно которому реконструкция дороги к морскому порту приводит к сносу более сорока частных домовладений (и изъятию соответствующих земельных участков), двух торговых павильонов с автобусными остановками, одного магазина, а также вырубке городских зелёных насаждений общей площадью около трёх гектаров. Постановление предусмотрительно было подписано не самим С.Тулиновым, а временно и. о. Главы города Ейска О. В. Процевитым. На публичных слушаниях по данному вопросу, оказавшихся весьма жаркими и обещавшими перерасти в настоящее противостояние жителей Ейска против Администрации города, С.Тулинов отсутствовал. Уже в апреле руководство города отказалась от данной инициативы.

##### Парк И. М. Поддубного
30 января 2007 года городская газета «Совет Приазовья» опубликовывает статью «Парк Поддубного прихватизируют?», взбудоражившую весь город: согласно данным газеты, в стенах Администрации города и городского Совета депутатов в срочном порядке рассматривался вопрос о приватизации Парка им. И. М. Поддубного. Под таинственным покупателем подразумевался председатель совета директоров ОАО «Аттракцион» Парагульков Валерий Абуязитович. По словам газеты, приватизированы могли быть «26 гектаров земли в самом сердце города». По счастливому стечению обстоятельств, 2 февраля Администрация города проводила большое собрание, посвященное подведению итогов 2006 года, на котором ейчане поделились своими опасениями с заместителем Главы администрации Краснодарского края Долудой Николаем Александровичем. Реакция С.Тулинова была незамедлительной: Глава города заверил жителей Ейска, что земля парка Поддубного останется в муниципальной собственности. Тем не менее, мэр уточнил, что Администрация города и впредь будет уделять внимание проекту дальнейшего развития парка, и особо подчеркнул, что город устроит инвестор только с мировым именем.

##### Яблоневый сад
13 февраля 2007 года Официальный сайт Администрации Ейска сообщает, что несколько сотен гектаров заброшенной городской земли сельскохозяйственного назначения будут объединены в единый массив и предложены французской фирме «Сюкден» для закладки высокотехнологичного яблоневого сада. Проведение конкурса при этом не предусматривалось. Как позже выяснилось, С.Тулинов будучи Главой Белоглинского района имел деловые контакты с указанной фирмой. Реализация проекта привела бы к ситуации, когда каждое третье яблоко, выращиваемое на Кубани, было бы ейским. Впоследствии планы Администрации города скорректировались, и фирме «Сюкден» предложили заложить сад косточковых фруктов.

##### Воронцовский морской порт
Идея строительства нового морского порта в районе села Воронцовка впервые была озвучена С.Тулиновым в начале апреля 2007 года. Мощность этого транспортного узла должна была составить 18 миллионов тонн грузов в год. В случае, если порт был бы построен с заявленной мощностью, он стал бы третьим в крае портом по грузообороту после Новороссийска и Туапсе. Планировалось, что к новому морскому порту будут проложены железнодорожная ветка и автомобильная магистраль. Воронцовский морской порт должен был со временем принять на себя грузопотоки Ейского морского порта, который в свою очередь стал бы полностью пассажирским. Однако, как стало известно позже, проект строительства не одобрило Министерство обороны, и от идеи пришлось отказаться. Тем не менее, под руководством С.Тулинова был разработан новый проект строительства порта, на этот раз в станице Камышеватской.

##### Таганрогская набережная
В апреле 2007 года Администрация Ейска опубликовывает Проект строительства набережной на побережье Таганрогского залива. Проект предусматривает строительство курортно-туристического центра, который включает санаторно-оздоровительный комплекс с грязебальнеолечебницей, аквапарк, театр морских животных, концертный зал, гостиничный комплекс, мини-гостиницы, торгово-развлекательный центр, сеть кафе, баров, ресторанов, набережную и пляжи. Общая стоимость проекта — более 1.4 млрд руб. В качестве руководителя инициатора проекта указан Тулинов Сергей Евгеньевич. К настоящему моменту построен дельфинарий, строится аквапарк. Известна также информация о планах строительства грязебальнеолечебницы.

##### Реконструкция центра города
В конце марта 2007 года начинается реализация масштабного проекта по реконструкции центральной части города: территории, прилегающей к Гостиному двору и Администрации города, а также парков Калинина (Никольского) и Горького. На эти цели Администрация города выделила более 100 млн рублей (предусматривается также спонсорская помощь местных бизнесменов в размере 10 % от бюджетных средств). Общие же затраты на благоустройство города в 2007 году запланированы в размере более 250 млн рублей. Главной идеей реконструкции является возвращение центральной части города исторического облика, в частности, сохранившейся под несколькими слоями асфальта каменной брусчатки.. К настоящему моменту бо́льшая часть работ уже осуществлена

##### Объединение Ейска и Ейского района
21 марта 2007 года, в день общероссийского траура, губернатор Кубани Александр Ткачёв озвучивает идею об объединении Ейска и Ейского района в одно муниципальное образование. Через несколько дней становится известно мнение Главы города Ейска, полностью поддержавшего инициативу губернатора. Два месяца спустя, 27 мая 2007 года, состоялся референдум по данному вопросу. В голосовании в г. Ейске приняло 71,72 % от числа лиц, внесенных в списки для голосования, в Ейском районе — 77,01 %. По г. Ейску за объединение проголосовало 80,82 %, против — 18,31 %. По Ейскому району за объединение проголосовало 84,71 %, против — 14,77 %.

## Арест
Согласно решению суда, 17 июля 2009 года в ресторане московской гостиницы «Красные холмы» чиновник лично получил 3 миллиона рублей. Представитель коммерческой фирмы заплатил ему «за принятие необходимых распорядительных документов по вопросам оформления земельно-правовых отношений, связанных с передачей фирме в долгосрочную аренду земельного участка площадью 10 тыс. м² на Таганрогской набережной города Ейска под строительство курортного комплекса».
08.09.2010 Сергей Тулинов получил 7,5 лет колонии строгого режима.

## Арест родственника
Неожиданное продолжение история с арестом получила уже осенью 2009 года. В среду, 21 октября 2009 года, был арестован родственник экс-мэра — Гасанов А. Х. По данным следствия, Гасанов пытался дать взятку в размере 500 долларов США милиционеру конвойного полка, чтобы тот помог организовать встречу с подсудимым в следственном изоляторе, для обсуждения суммы взятки, которая потребуется для развала уголовного дела. Попытка передачи взятки состоялась прямо у здания Замоскворецкого районного суда города Москвы по окончании судебного заседания о продлении срока содержания под стражей Тулинова С. Е., обвиняемого в коррупции. Гасанова задержали с поличным. Ему предъявлено обвинение в попытке дачи взятки должностному лицу при исполнении своих должностных обязанностей. Задержанный взят под стражу. Дело передано в суд.
На следующий день следователь столичного управления СКП РФ предъявил Гасанову А. Х. обвинение по ч. 2 ст. 291 УК РФ. В тот же день Замоскворецкий райсуд Москвы избрал в отношении него меру пресечения в виде заключения под стражу. По итогам расследования Гасанов А. Х. получил 3 года лишения свободы.